# Stanisław Stuchły
Stanisław Jakub Stuchły, właśc.: Stuchly (ur. 1 maja 1888 w Stryju, zm. 16 września 1944 w Nowym Sączu) – polski lekarz i dowódca wojskowy, major lekarz Wojska Polskiego II RP, chirurg wojskowy.

## Życiorys
Absolwent Uniwersytetu Lwowskiego, asystent prof. Ludwika Rydygiera. Członek Polskiego Towarzystwa Gimnastycznego „Sokół” i Polskiej Niepodległościowej Organizacji Wojskowej, następnie żołnierz armii austriackiej, a od 1918 żołnierz Wojska Polskiego. Uczestnik obrony Lwowa, razem z przyszłą żoną, Heleną. Helena Stuchłowa z domu Miszel (Mischel) miała tytuł doktora wszechnauk medycznych (taki tytuł otrzymywali wówczas absolwenci medycyny). Była Żydówką – polską patriotką. Tak jak mąż, ukończyła studia na Uniwersytecie Jana Kazimierza we Lwowie. Specjalizowała się w okulistyce.

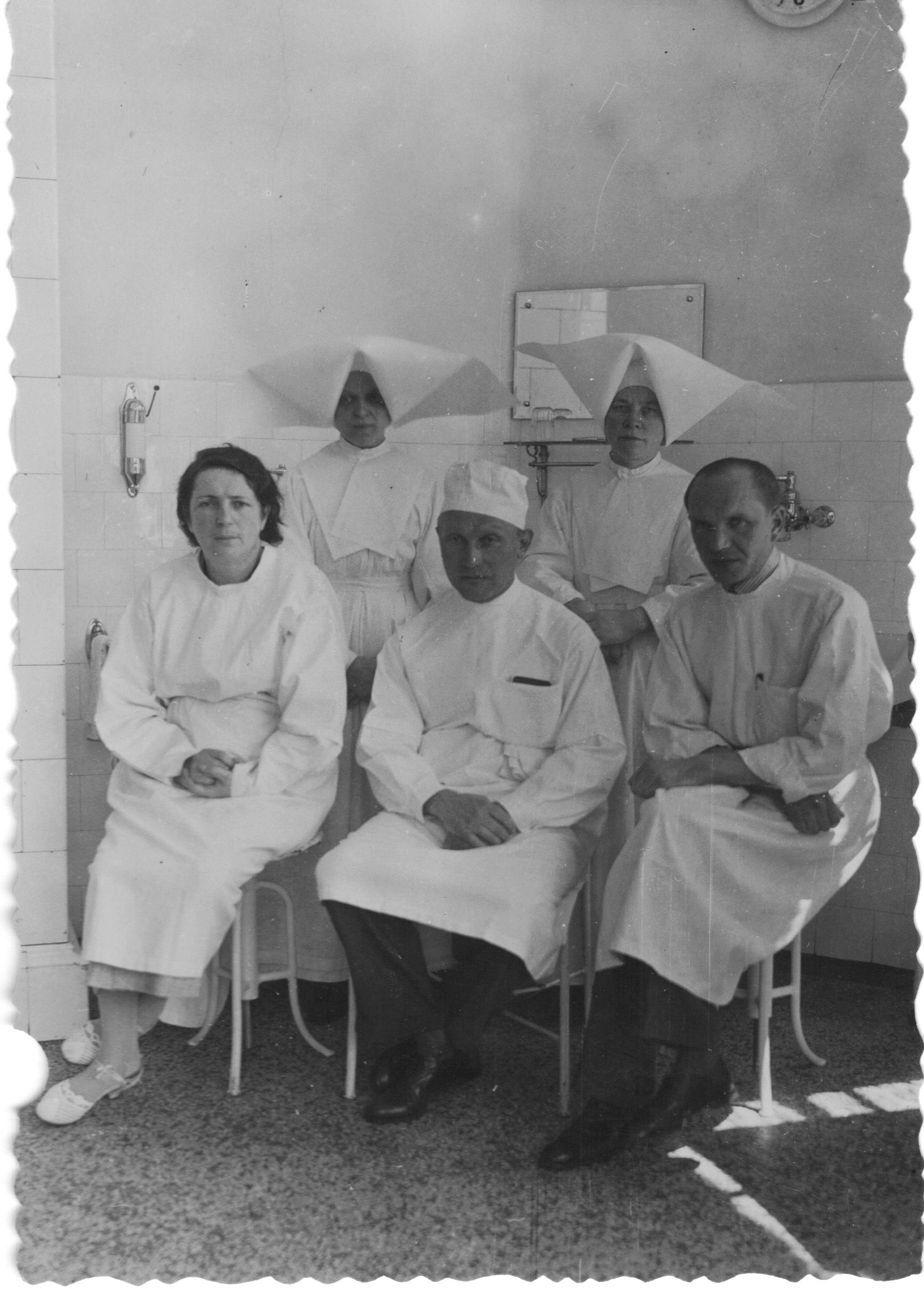
Od lewej dr Helena Stuchły (żona), dyr. St. Stuchły i wicedyr. Jan Śmieszek. W tle pielęgniarki - siostry miłosierdzia (Nowy Sącz, przed 1941 r.)

Od 1919 pracował kolejno w szpitalu w Przemyślu, Stryju, we Lwowie i w Żółkwi, głównie na stanowiskach ordynatorskich i kierowniczych. Z wojska odszedł w 1921 w stopniu majora. Zweryfikowany ze starszeństwem z dniem 1 czerwca 1919 roku w korpusie oficerów rezerwy sanitarnych. W 1928 osiadł w Nowym Sączu. Do 1944 był dyrektorem tamtejszego Szpitala Powszechnego. Oboje z żoną byli zasłużeni dla placówki: on jako chirurg i ginekolog-położnik, ona jako okulistka. Zmarły w grudniu 2010 prof. Jan Słowikowski, wykładowca wrocławskiej Akademii Medycznej wspominał, że szpital cieszył się wśród pacjentów bardzo dobrą opinią. Zdaniem profesora Słowikowskiego dyrektor miał nienaganną opinię jako sumienny człowiek, dbały o chorych, wspaniale ogólnie wykształcony lekarz, a w szczególności wybitnie utalentowany chirurg o ogromnym doświadczeniu.
Wykonywał niemal wszystkie operacje chirurgiczne (poza resekcją żołądka i torakochirurgią). Prowadził również oddział ginekologiczno-położniczy. Tak samo byli kształceni przez dyrektora pozostali lekarze współpracownicy, którzy asystowali dyrektorowi do zabiegów chirurgicznych. Jako pielęgniarki pracowały tutaj wyłącznie siostry miłosierdzia, czyli szarytki, na czele z s. Jadwigą – Józefą Borowską. Szpital w latach trzydziestych został rozbudowany i miał cztery oddziały: chirurgiczny, wewnętrzny, położniczy i zakaźny. Przed wybuchem II wojny światowej liczył 180 łóżek, przy średnim rocznym obłożeniu 133 łóżek. Odgrywał znaczącą rolę w rozwoju sądeckiego lecznictwa. Dyrektor Stuchły był ponadto autorem prac naukowych, publikowanych w prasie medycznej.

### II wojna światowa
W 1939 wziął udział w obronie Polski. Dostał się do niewoli radzieckiej, z której uciekł. Wrócił do Nowego Sącza zajętego już przez Niemców. Zachował posadę dyrektora, prawdopodobnie ze względu na to, że biegle znał język niemiecki. Od początku był zaangażowany w sądecką konspirację. Zarówno on, jak jego żona udzielali pomocy medycznej polskim partyzantom, jednorazowej, jak i formie hospitalizacji. W części szpitala zamieszkanej przez szarytki była druga, tajna sala operacyjna. Tam operował nocami członków polskiego podziemia, postrzelonych przez Niemców. W lipcu 1940 roku do szpitala tego został przywieziony przez Niemców tajny kurier Jan Karski, schwytany przez Gestapo na słowackiej granicy. Ranny po nieudanej próbie samobójczej, dostał się pod opiekę lekarza i zakonspirowanego członka podziemia, dra Jana Słowikowskiego. Był cały czas pilnowany przez Niemców, mimo to został uwolniony ze „szpitalnego aresztu” przez grupę członków Związku Walki Zbrojnej. Jan Słowikowski wspominał, że 9 miesięcy później doktor Stuchły ostrzegł go przed grożącym aresztowaniem przez Gestapo i polecił ukryć się. Uratował mu w ten sposób życie. 21 sierpnia 1941 w Biegonicach, w odwecie za uwolnienie Karskiego Niemcy rozstrzelali z karabinu maszynowego 32 zakładników, w tym Teodora, brata profesora Jana Słowikowskiego. Wielu uczestników akcji w szpitalu zginęło zamęczonych w więzieniach i obozach koncentracyjnych. Ponadto dr Stuchły często potajemnie udawał się na teren nowosądeckiego getta, gdzie operował Żydów, bo oni nie mieli tam dostępu do chirurga. Jak podają Shlomo Z. Lehrer i Leizer Strassmann w książce pt. "The vanished city of Tsanz", lekarz odmawiał przyjmowania za to wynagrodzenia. 
W latach 1943–1944 w jego prywatnym domu przy ul. Jagiellońskiej 34 istniał zakład zegarmistrzowski, należący do Antoniego Barbackiego. Działała w nim skrzynka kontaktowa Armii Krajowej. Przekazy ustne sądeczan świadczą o tym, że dr Stuchły wstawiał się za represjonowanymi mieszkańcami Nowego Sącza u Heinricha Hamanna, lokalnego dowódcy Gestapo. W opinii świadków Hamann miał się bardzo liczyć z dyrektorem Stuchłym jako wybitnym chirurgiem, z którego wiedzy i doświadczenia korzystał on, jak i inni Niemcy. W tym czasie - od 1941 roku żona doktora Stuchlego, Helena, przebywała w ukryciu z racji semickiego pochodzenia. Najpierw prawdopodobnie ukrywała się u sióstr niepokalanek z Białego Klasztoru, potem u siostry swojego męża, w Warszawie. W jej ratowaniu brali udział sądeccy jezuici z o. Antonim Kuśmierzem na czele, siostry miłosierdzia oraz właśnie niepokalanki. Przeżyła wojnę, wróciła do domu wiosną 1945.
Był bratem Zbigniewa Stuchlego, profesora Akademii Medycznej we Wrocławiu. 
Zmarł 16 września 1944 roku, w wyniku komplikacji związanych z chorobą wrzodową żołądka. Zostawił dwóch synów. Jest pochowany, wraz z żoną, na cmentarzu komunalnym w Nowym Sączu. Na grobie tym znajduje się tablica pamiątkowa jego starszego syna, Stanisława Szczęsnego, zmarłego i pochowanego w 2003 roku w Kanadzie.

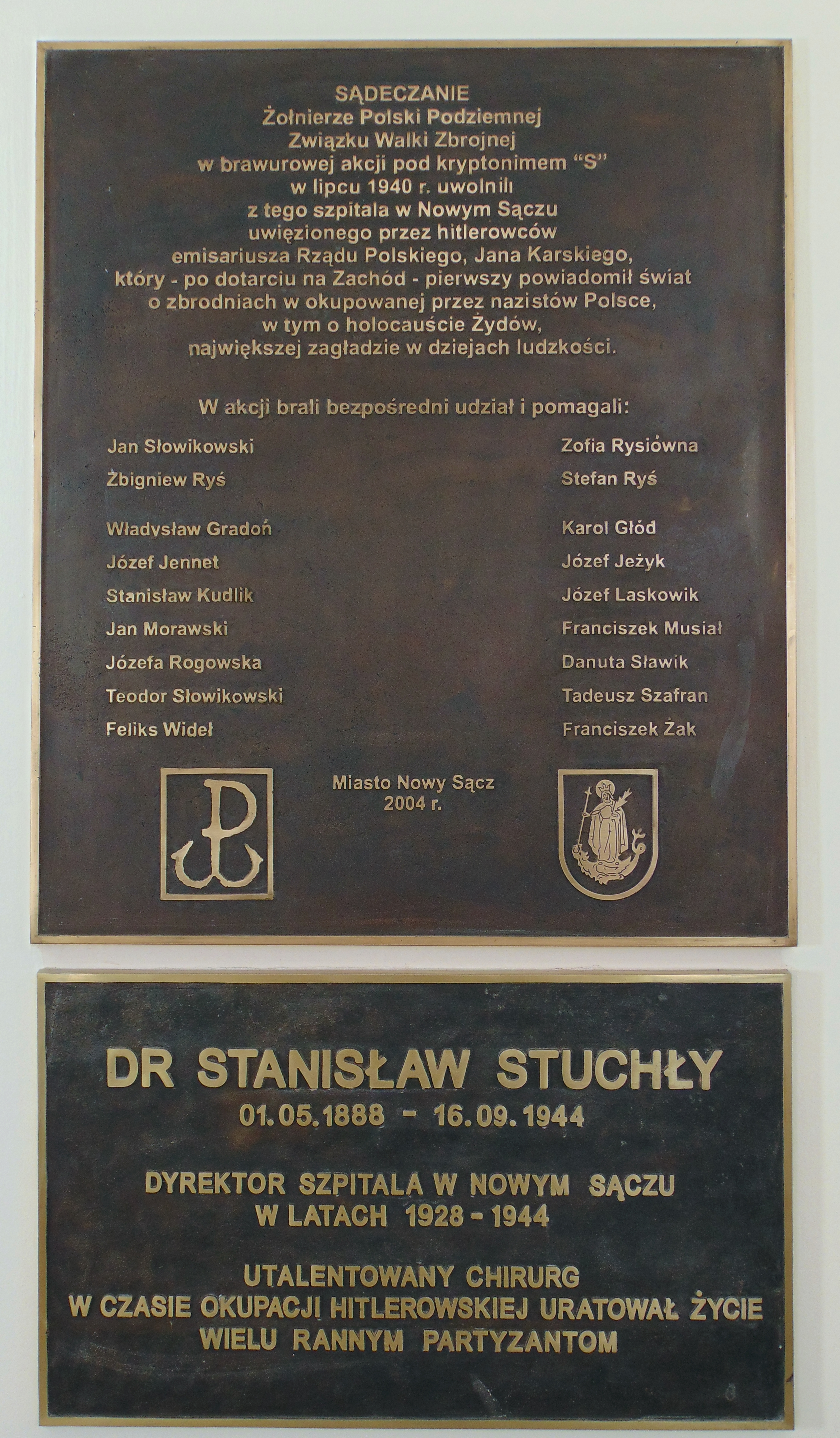
Tablice upamiętniające w Szpitalu w Nowym Sączu